# Ministri della giustizia della Finlandia
I ministro della giustizia dal 1917 ad oggi sono i seguenti.

## Lista
| Ministro      | Ministro          | Ministro                           | Partito                                                         | Governo                               | Mandato           | Mandato           |
| Ministro      | Ministro          | Ministro                           | Partito                                                         | Governo                               | Inizio            | Fine              |
| ------------- | ----------------- | ---------------------------------- | --------------------------------------------------------------- | ------------------------------------- | ----------------- | ----------------- |
| Giustizia     |                   |                                    |                                                                 |                                       |                   |                   |
|               |                   | Onni Talas (1877-1958)             | Partito dei Giovani Finlandesi                                  | Svinhufvud I                          | 27 novembre 1917  | 27 maggio 1918    |
| Paasikivi I   | 27 maggio 1918    | Onni Talas (1877-1958)             | Partito dei Giovani Finlandesi                                  | 27 novembre 1918                      |                   |                   |
|               |                   | Karl Söderholm (1859-1948)         | Partito Popolare Svedese di Finlandia                           | Ingman I                              | 27 novembre 1918  | 17 aprile 1919    |
| Castrén       | 17 aprile 1919    | Karl Söderholm (1859-1948)         | Partito Popolare Svedese di Finlandia                           | 15 agosto 1919                        |                   |                   |
|               |                   | Hjalmar Kahelin (1868-1958)        | Partito Progressista Nazionale                                  | Vennola I                             | 15 agosto 1919    | 30 gennaio 1920   |
| vacante       | vacante           | vacante                            | vacante                                                         | Vennola I                             | 30 gennaio 1920   | 15 marzo 1920     |
|               |                   | Karl Söderholm (1859-1948)         | Partito Popolare Svedese di Finlandia                           | Erich                                 | 15 marzo 1920     | 28 giugno 1920    |
|               |                   | Hjalmar Granfelt (1874-1957)       | Partito Popolare Svedese di Finlandia                           | Erich                                 | 28 giugno 1920    | 9 aprile 1921     |
|               |                   | Heimo Helminen (1878-1947)         | Partito Progressista Nazionale                                  | Vennola II                            | 9 aprile 1921     | 24 febbraio 1922  |
|               |                   | Albert von Hellens (1879-1950)     | Partito Progressista Nazionale                                  | Vennola II                            | 24 febbraio 1922  | 2 giugno 1922     |
|               |                   | Frans Oskar Lilius (1871-1928)     | Indipendente                                                    | Cajander I                            | 2 giugno 1922     | 14 novembre 1922  |
|               |                   | Otto Åkesson (1872-1939)           | Lega Agraria                                                    | Kallio I                              | 14 novembre 1922  | 21 dicembre 1923  |
|               |                   | Elias Sopanen (1863-1926)          | Partito Progressista Nazionale                                  | Kallio I                              | 21 dicembre 1923  | 18 gennaio 1924   |
|               |                   | Frans Oskar Lilius (1871-1928)     | Indipendente                                                    | Cajander II                           | 18 gennaio 1924   | 31 maggio 1924    |
|               |                   | Albert von Hellens (1879-1950)     | Partito Progressista Nazionale                                  | Ingman II                             | 31 maggio 1924    | 31 marzo 1925     |
|               |                   | Frans Oskar Lilius (1871-1928)     | Indipendente                                                    | Tulenheimo                            | 31 marzo 1925     | 31 dicembre 1925  |
|               |                   | Urho Castrén (1886-1965)           | Partito di Coalizione Nazionale                                 | Kallio II                             | 31 dicembre 1925  | 13 dicembre 1926  |
|               |                   | Väinö Hakkila (1882-1958)          | Partito Socialdemocratico Finlandese                            | Tanner                                | 13 dicembre 1926  | 17 dicembre 1927  |
|               |                   | Torsten Malinen (1877-1951)        | Indipendente                                                    | Sunila I                              | 17 dicembre 1927  | 22 dicembre 1928  |
|               |                   | Anton Kotonen (1876-1936)          | Indipendente                                                    | Mantere                               | 22 dicembre 1928  | 18 febbraio 1929  |
|               |                   | Oiva Huttunen (1887-1945)          | Indipendente                                                    | Mantere                               | 18 febbraio 1929  | 16 agosto 1929    |
|               |                   | Elieser Kaila (1885-1938)          | Lega Agraria                                                    | Kallio III                            | 16 agosto 1929    | 4 luglio 1930     |
|               |                   | Karl Söderholm (1859-1948)         | Partito Popolare Svedese di Finlandia                           | Svinhufvud II                         | 4 luglio 1930     | 21 marzo 1931     |
|               |                   | Toivo Mikael Kivimäki (1886-1968)  | Partito Progressista Nazionale                                  | Sunila II                             | 21 marzo 1931     | 14 dicembre 1932  |
|               |                   | Hugo Malmberg (1864-1956)          | Partito Popolare Svedese di Finlandia                           | Kivimäki                              | 14 dicembre 1932  | 27 febbraio 1933  |
|               |                   | Eric Johan Serlachius (1884-1936)  | Partito Popolare Svedese di Finlandia                           | Kivimäki                              | 27 febbraio 1933  | 28 febbraio 1936  |
|               |                   | Emil Jatkola (1879-1948)           | Partito Progressista Nazionale                                  | Kivimäki                              | 28 febbraio 1936  | 7 ottobre 1936    |
|               |                   | Urho Kekkonen (1900-1986)          | Lega Agraria                                                    | Kallio IV                             | 7 ottobre 1936    | 12 marzo 1937     |
|               |                   | Arvi Ahmavaara (1886-1957)         | Indipendente                                                    | Cajander III                          | 12 marzo 1937     | 11 gennaio 1938   |
|               |                   | Albin Ewald Rautavaara (1873-1941) | Indipendente                                                    | Cajander III                          | 11 gennaio 1938   | 13 ottobre 1939   |
|               |                   | Johan Otto Söderhjelm (1898-1985)  | Partito Popolare Svedese di Finlandia                           | Cajander III                          | 13 ottobre 1939   | 1º dicembre 1939  |
| Ryti I        | 1º dicembre 1939  | Johan Otto Söderhjelm (1898-1985)  | Partito Popolare Svedese di Finlandia                           | 27 marzo 1940                         |                   |                   |
|               |                   | Oskari Lehtonen (1889-1964)        | Partito di Coalizione Nazionale                                 | Ryti II                               | 27 marzo 1940     | 4 gennaio 1941    |
| Rangell       | 4 gennaio 1941    | Oskari Lehtonen (1889-1964)        | Partito di Coalizione Nazionale                                 | 5 marzo 1943                          |                   |                   |
| Linkomies     | 5 marzo 1943      | Oskari Lehtonen (1889-1964)        | Partito di Coalizione Nazionale                                 | 8 agosto 1944                         |                   |                   |
|               |                   | Ernst von Born (1885-1956)         | Partito Popolare Svedese di Finlandia                           | Hackzell                              | 8 agosto 1944     | 21 settembre 1944 |
| Castrén       | 21 settembre 1944 | Ernst von Born (1885-1956)         | Partito Popolare Svedese di Finlandia                           | 17 novembre 1944                      |                   |                   |
|               |                   | Urho Kekkonen (1900-1986)          | Lega Agraria                                                    | Paasikivi II                          | 17 novembre 1944  | 17 aprile 1945    |
| Paasikivi III | 17 aprile 1945    | Urho Kekkonen (1900-1986)          | Lega Agraria                                                    | 26 marzo 1946                         |                   |                   |
|               |                   | Eino Pekkala (1887-1956)           | Lega Democratica Popolare Finlandese                            | Pekkala                               | 26 marzo 1946     | 29 luglio 1948    |
|               |                   | Tauno Suontausta (1907-1974)       | Partito Socialdemocratico Finlandese                            | Fagerholm I                           | 29 luglio 1948    | 17 marzo 1950     |
|               |                   | Heikki Kannisto (1898-1957)        | Partito Progressista Nazionale                                  | Kekkonen I                            | 17 marzo 1950     | 17 gennaio 1951   |
|               |                   | Teuvo Aura (1912-1999)             | Partito Progressista Nazionale                                  | Kekkonen II                           | 17 gennaio 1951   | 20 settembre 1951 |
|               |                   | Urho Kekkonen (1900-1986)          | Lega Agraria                                                    | Kekkonen III                          | 20 settembre 1951 | 22 settembre 1951 |
|               |                   | Sven Högström (1908-1995)          | Partito Popolare Svedese di Finlandia                           | Kekkonen III                          | 22 settembre 1951 | 9 agosto 1953     |
| Kekkonen IV   | 9 agosto 1953     | Sven Högström (1908-1995)          | Partito Popolare Svedese di Finlandia                           | 17 novembre 1953                      |                   |                   |
|               |                   | Reino Kuuskoski (1907-1965)        | Indipendente                                                    | Tuomioja                              | 17 novembre 1953  | 5 maggio 1954     |
|               |                   | Yrjö Puhakka (1888-1971)           | Indipendente                                                    | Törngren                              | 5 maggio 1954     | 20 ottobre 1954   |
|               |                   | Aarre Simonen (1913-1977)          | Partito Socialdemocratico Finlandese                            | Kekkonen V                            | 20 ottobre 1954   | 6 novembre 1954   |
|               |                   | Weio Henriksson (1903-1973)        | Indipendente                                                    | Kekkonen V                            | 6 novembre 1954   | 3 marzo 1956      |
|               |                   | Vilho Väyrynen (1912-2000)         | Partito Socialdemocratico Finlandese                            | Fagerholm II                          | 3 marzo 1956      | 2 maggio 1956     |
|               |                   | Arvo Helminen (1903-1988)          | Indipendente                                                    | Fagerholm II                          | 2 maggio 1956     | 27 maggio 1957    |
| Sukselainen I | 27 maggio 1957    | Arvo Helminen (1903-1988)          | Indipendente                                                    | 2 settembre 1957                      |                   |                   |
| Sukselainen I |                   |                                    | Johan Otto Söderhjelm (1898-1985)                               | Partito Popolare Svedese di Finlandia | 2 settembre 1957  | 29 novembre 1957  |
|               |                   | Kurt Kaira (1894-1975)             | Indipendente                                                    | Von Fieandt                           | 29 novembre 1957  | 26 aprile 1958    |
|               |                   | Johan Otto Söderhjelm (1898-1985)  | Partito Popolare Svedese di Finlandia                           | Kuuskoski                             | 26 aprile 1958    | 29 agosto 1958    |
|               |                   | Sven Högström (1908-1995)          | Partito Popolare Svedese di Finlandia                           | Fagerholm III                         | 29 agosto 1958    | 13 gennaio 1959   |
|               |                   | Antti Hannikainen (1910-1976)      | Lega Agraria                                                    | Sukselainen II                        | 13 gennaio 1959   | 14 aprile 1961    |
|               |                   | Pauli Lehtosalo (1910-1989)        | Lega Agraria                                                    | Sukselainen II                        | 14 aprile 1961    | 14 luglio 1961    |
| Miettunen I   | 14 luglio 1961    | Pauli Lehtosalo (1910-1989)        | Lega Agraria                                                    | 13 aprile 1962                        |                   |                   |
|               |                   | Johan Otto Söderhjelm (1898-1985)  | Partito Popolare Svedese di Finlandia                           | Karjalainen I                         | 13 aprile 1962    | 18 dicembre 1963  |
|               |                   | Olavi Merimaa (1908-1970)          | Indipendente                                                    | Lehto                                 | 18 dicembre 1963  | 12 settembre 1964 |
|               |                   | Johan Otto Söderhjelm (1898-1985)  | Partito Popolare Svedese di Finlandia                           | Virolainen                            | 12 settembre 1964 | 27 maggio 1966    |
|               |                   | Aarre Simonen (1913-1977)          | Lega Socialdemocratica dei Lavoratori e dei Piccoli Proprietari | Paasio I                              | 27 maggio 1966    | 22 marzo 1968     |
| Koivisto I    | 22 marzo 1968     | Aarre Simonen (1913-1977)          | Lega Socialdemocratica dei Lavoratori e dei Piccoli Proprietari | 14 maggio 1970                        |                   |                   |
|               |                   | Keijo Liinamaa (1929-1980)         | Partito Socialdemocratico Finlandese                            | Aura I                                | 14 maggio 1970    | 15 luglio 1970    |
|               |                   | Erkki Tuominen (1914-1975)         | Lega Democratica Popolare Finlandese                            | Karjalainen II                        | 15 luglio 1970    | 26 marzo 1971     |
|               |                   | Mikko Laaksonen (1927-2006)        | Partito Socialdemocratico Finlandese                            | Karjalainen II                        | 26 marzo 1971     | 30 settembre 1971 |
|               |                   | Jacob Söderman (1938)              | Partito Socialdemocratico Finlandese                            | Karjalainen II                        | 1° ottobre 1971   | 29 ottobre 1971   |
|               |                   | Karl Johan Lång (1934-1998)        | Indipendente                                                    | Aura II                               | 29 ottobre 1971   | 23 febbraio 1972  |
|               |                   | Pekka Paavola (1933-2023)          | Partito Socialdemocratico Finlandese                            | Paasio II                             | 23 febbraio 1972  | 4 settembre 1972  |
|               |                   | Matti Louekoski (1941)             | Partito Socialdemocratico Finlandese                            | Sorsa I                               | 4 settembre 1972  | 13 giugno 1975    |
|               |                   | Inkeri Anttila (1916-2013)         | Indipendente                                                    | Liinamaa                              | 13 giugno 1975    | 30 novembre 1975  |
|               |                   | Kristian Gestrin (1929-1990)       | Partito Popolare Svedese di Finlandia                           | Miettunen II                          | 30 novembre 1975  | 29 settembre 1976 |
| Miettunen III | 29 settembre 1976 | Kristian Gestrin (1929-1990)       | Partito Popolare Svedese di Finlandia                           | 15 maggio 1977                        |                   |                   |
|               |                   | Tuure Salo (1921-2006)             | Partito Popolare Liberale                                       | Sorsa II                              | 15 maggio 1977    | 2 marzo 1978      |
|               |                   | Paavo Nikula (1942-2024)           | Partito Popolare Liberale                                       | Sorsa II                              | 2 marzo 1978      | 26 maggio 1979    |
|               |                   | Christoffer Taxell (1948)          | Partito Popolare Svedese di Finlandia                           | Koivisto II                           | 26 maggio 1979    | 19 febbraio 1982  |
| Sorsa III     | 19 febbraio 1982  | Christoffer Taxell (1948)          | Partito Popolare Svedese di Finlandia                           | 6 maggio 1983                         |                   |                   |
| Sorsa IV      | 6 maggio 1983     | Christoffer Taxell (1948)          | Partito Popolare Svedese di Finlandia                           | 30 aprile 1987                        |                   |                   |
|               |                   | Matti Louekoski (1941)             | Partito Socialdemocratico Finlandese                            | Holkeri                               | 30 aprile 1987    | 28 febbraio 1990  |
|               |                   | Tarja Halonen (1943)               | Partito Socialdemocratico Finlandese                            | Holkeri                               | 28 febbraio 1990  | 26 aprile 1991    |
|               |                   | Hannele Pokka (1952)               | Partito di Centro Finlandese                                    | Aho                                   | 26 aprile 1991    | 30 aprile 1994    |
|               |                   | Anneli Jäätteenmäki (1955)         | Partito di Centro Finlandese                                    | Aho                                   | 30 aprile 1994    | 13 aprile 1995    |
|               |                   | Sauli Niinistö (1948)              | Partito di Coalizione Nazionale                                 | Lipponen I                            | 13 aprile 1995    | 2 febbraio 1996   |
|               |                   | Kari Häkämies (1956)               | Partito di Coalizione Nazionale                                 | Lipponen I                            | 2 febbraio 1996   | 13 marzo 1998     |
|               |                   | Jussi Järventaus (1951)            | Partito di Coalizione Nazionale                                 | Lipponen I                            | 13 marzo 1998     | 15 aprile 1999    |
|               |                   | Johannes Koskinen (1954)           | Partito Socialdemocratico Finlandese                            | Lipponen II                           | 15 aprile 1999    | 17 aprile 2003    |
| Jäätteenmäki  | 17 aprile 2003    | Johannes Koskinen (1954)           | Partito Socialdemocratico Finlandese                            | 24 luglio 2003                        |                   |                   |
| Vanhanen I    | 24 luglio 2003    | Johannes Koskinen (1954)           | Partito Socialdemocratico Finlandese                            | 22 settembre 2005                     |                   |                   |
| Vanhanen I    |                   |                                    | Leena Luhtanen (1941)                                           | Partito Socialdemocratico Finlandese  | 22 settembre 2005 | 19 aprile 2007    |
|               |                   | Tuija Brax (1965)                  | Lega Verde                                                      | Vanhanen II                           | 19 aprile 2007    | 22 giugno 2010    |
| Kiviniemi     | 22 giugno 2010    | Tuija Brax (1965)                  | Lega Verde                                                      | 22 giugno 2011                        |                   |                   |
|               |                   | Anna-Maja Henriksson (1964)        | Partito Popolare Svedese di Finlandia                           | Katainen                              | 22 giugno 2011    | 24 giugno 2014    |
| Stubb         | 24 giugno 2014    | Anna-Maja Henriksson (1964)        | Partito Popolare Svedese di Finlandia                           | 29 maggio 2015                        |                   |                   |
|               |                   | Jari Lindström (1965)              | Veri Finlandesi                                                 | Sipilä                                | 29 maggio 2015    | 5 maggio 2017     |
|               |                   | Antti Häkkänen (1985)              | Partito di Coalizione Nazionale                                 | Sipilä                                | 5 maggio 2017     | 6 giugno 2019     |
|               |                   | Anna-Maja Henriksson (1964)        | Partito Popolare Svedese di Finlandia                           | Rinne                                 | 6 giugno 2019     | 10 dicembre 2019  |
| Marin         | 10 dicembre 2019  | Anna-Maja Henriksson (1964)        | Partito Popolare Svedese di Finlandia                           | 20 giugno 2023                        |                   |                   |
| Orpo          | 20 giugno 2023    | Anna-Maja Henriksson (1964)        | Partito Popolare Svedese di Finlandia                           | 5 luglio 2024                         |                   |                   |
| Orpo          |                   |                                    | Anders Adlercreutz (1970)                                       | Partito di Centro Finlandese          | 5 luglio 2024     | in carica         |

### Esplicative
1. ↑  Come capo del dipartimento di giustizia.
2. ↑  Ricopre anche la carica di Ministro capo.
3. ↑  Ricopre anche la carica di Ministro del commercio e dell'industria.
4. ↑  Ricopre anche la carica di Ministro dell'interno.
5. ↑  Ricopre anche la carica di ministro presso il Ministero del commercio e dell'industria.
6. ↑  Ricopre anche la carica di ministro presso il Ministero delle finanze dal 21 settembre 1962 al 1° novembre 1963.
7. 1 2 3  Ricopre anche la carica di ministro presso il Ministero dell'interno.
8. ↑  Ricopre anche la carica di ministro presso l'ufficio del Ministro capo.
9. ↑  Ricopre anche la carica di Vice Ministro capo.
10. ↑  Ricopre anche la carica di Ministro del lavoro.